# Pierre Slidja
Pierre Slidja, né le 18 février 1996 à Amiens, est un footballeur français qui évolue au poste d'attaquant à l'AC Amiens.

## Biographie
Né à Amiens en 1996, Pierre Slidja commence le football au FC Porto Portugais d'Amiens, un club amateur, avant d'être formé à l'Amiens SC, club avec lequel il dispute deux matchs en National en 2014.
Il rejoint ensuite le Valenciennes Football Club, club avec lequel il fait ses débuts en Ligue 2 le 12 janvier 2015. S'il a cru inscrire son premier but lors du match contre Arles-Avignon (attribué ensuite au défenseur de l'ACA Jérôme Phojo contre son camp), c'est lors de la 34e journée face à Nancy, le 28 avril 2015, qu'il ouvre son compteur avec le VAFC. Puis, lors de la 38e et dernière journée de championnat, il participe à la victoire, et donc au maintien de son équipe, en inscrivant un but important face au Gazélec Ajaccio.
Le 2 juillet 2015, il signe son premier contrat professionnel avec le VAFC pour une durée de 3 ans. Il inscrit son premier doublé à l'occasion d'un déplacement à Brest le 23 octobre 2015. Même s'il est remis en question à cause d'écarts extra-sportifs, Slidja réalise une bonne saison, terminant second meilleur buteur du club.
Lors de l'été 2016, il manque les quatre premiers jours de la reprise et manifeste sa volonté de quitter le club. Le 18 juillet 2016, Valenciennes prête Pierre Slidja au Clermont Foot, évoluant également en deuxième division. Néanmoins, deux jours plus tard, ce prêt est annulé par Clermont du fait de « problèmes de comportement » selon l'entraîneur Corinne Diacre,.
Le 31 août 2016, le joueur signe finalement à Niort. La greffe n'y prend pas, après ne pas s'être présenté aux entrainements début octobre, les Chamois décident d'entamer une procédure à son encontre auprès de la LFP pour mettre un terme à son contrat. Il n'a alors encore disputé aucun match sous le maillot niortais. 
En janvier 2017, il s'engage avec l'ASM Belfort qui évolue en National.
Pour la saison 2017-2018, il rejoint Wasquehal qui évolue en Championnat de France de football de National 3.
Le 17 mai 2018, il est condamné à un an de prison ferme pour violences et atteintes sexuelles. Après appel, il écope de neuf mois ferme,.
Portant un bracelet électronique, il rejoint l'AC Amiens (N3).

## Statistiques
| Saison                | Club                  | Championnat           | Championnat | Championnat | Coupe nationale | Coupe nationale | Coupe de la Ligue | Coupe de la Ligue | Total | Total |
| Saison                | Club                  | Division              | M.          | B.          | M.              | B.              | M.                | B.                | M.    | B.    |
| 2013-2014             | Amiens SC             | National              | 2           | 0           | -               | -               | -                 | -                 | 2     | 0     |
| 2014-2015             | Valenciennes FC       | Ligue 2               | 10          | 2           | 1               | 0               | -                 | -                 | 11    | 2     |
| 2015-2016             | Valenciennes FC       | Ligue 2               | 30          | 6           | 2               | 0               | -                 | -                 | 32    | 6     |
| 2016-2017             | Chamois niortais      | Ligue 2               | -           | -           | -               | -               | -                 | -                 | 0     | 0     |
| 2016-2017             | ASM Belfort           | National              | 5           | 1           | -               | -               | -                 | -                 | 5     | 1     |
| Total sur la carrière | Total sur la carrière | Total sur la carrière | 47          | 9           | 3               | 0               | -                 | -                 | 50    | 9     |